# Klasyfikacja spółgłosek
Spółgłoski klasyfikuje się według następujących kryteriów:
- sposobu artykulacji,
- miejsca i narządu artykulacji,
- udziału wiązadeł głosowych (dźwięczność/ bezdźwięczność).

## Wedługsposobu artykulacji
Ze względu na rodzaj przegrody:
- spółgłoski zwarte
- spółgłoski zwarto-szczelinowe
- spółgłoski szczelinowe
- spółgłoski zwarto-otwarte
  - spółgłoski nosowe
  - spółgłoski płynne
    - spółgłoski drżące
      - spółgłoski uderzeniowe

    - spółgłoski boczne
- spółgłoski półotwarte

Ze względu na jamy kanału głosowego:
- spółgłoski nosowe
- spółgłoski ustne (są nimi wszystkie spółgłoski poza nosowymi)

Ze względu na typ artykulacji ustnej:
- spółgłoski środkowe
- spółgłoski boczne

Ze względu na mechanizm przepływu powietrza:
- spółgłoski środkowe
- spółgłoski boczne
- spółgłoski wydechowe, płucne
- mlaski
- spółgłoski glottalizowane
  - spółgłoski iniektywne
  - spółgłoski ejektywne

### Spółgłoski zwarte
Spółgłoski zwarte dzieli się następująco:
- spółgłoska dwuwargowa bezdźwięczna [p]
- spółgłoska dwuwargowa dźwięczna [b]
- spółgłoska przedniojęzykowo-dziąsłowa bezdźwięczna [t]
- spółgłoska przedniojęzykowo-dziąsłowa dźwięczna [d]
- spółgłoska przedniojęzykowo-zębowa dźwięczna [d]
- spółgłoska przedniojęzykowo-zębowa bezdźwięczna [t]
- spółgłoska przedniojęzykowa z retrofeksją dźwięczna [ɖ]
- spółgłoska przedniojęzykowa z retrofeksją bezdźwięczna [ʈ]
- spółgłoska środkowojęzykowo-podniebienna bezdźwięczna
- spółgłoska środkowojęzykowo-podniebienna dźwięczna
- spółgłoska tylnojęzykowo-podniebienna dźwięczna [ɟ]
- spółgłoska tylnojęzykowo-podniebienna bezdźwięczna [c]
- spółgłoska tylnojęzykowo-miękkopodniebienna dźwięczna [ɡ]
- spółgłoska tylnojęzykowo-miękkopodniebienna bezdźwięczna [k]
- spółgłoska języczkowa dźwięczna [ɢ]
- spółgłoska języczkowa bezdźwięczna [q]
- spółgłoska nagłośniowa dźwięczna [ʡ]
- spółgłoska krtaniowa bezdźwięczna [ʔ]

### Spółgłoski zwarto-szczelinowe
- spółgłoska wargowo-zębowa bezdźwięczna [pf͡]
- spółgłoska dziąsłowa dźwięczna [dz͡]
- spółgłoska dziąsłowa bezdźwięczna [ts͡]
- spółgłoska boczna dziąsłowa dźwięczna [dɮ͡]
- spółgłoska boczna dziąsłowa bezdźwięczna [tɬ͡]
- spółgłoska średniojęzykowo-zadziąsłowa dźwięczna [dʒ͡]
- spółgłoska średniojęzykowo-zadziąsłowa bezdźwięczna [tʃ͡]
- spółgłoska środkowojęzykowo-podniebienna dźwięczna [dʑ͡]
- spółgłoska środkowojęzykowo-podniebienna bezdźwięczna [tɕ͡]

### Spółgłoski szczelinowe
- spółgłoska dwuwargowa dźwięczna [β]
- spółgłoska dwuwargowa bezdźwięczna [ɸ]
- spółgłoska wargowo-zębowa dźwięczna [v]
- spółgłoska wargowo-zębowa bezdźwięczna [f]
- spółgłoska wargowo-miękkopodniebienna bezdźwięczna [ʍ]
- spółgłoska międzyzębowa dźwięczna [ð]
- spółgłoska międzyzębowa bezdźwięczna [θ]
- spółgłoska przedniojęzykowo-zębowa dźwięczna [z]
- spółgłoska przedniojęzykowo-zębowa bezdźwięczna [s]
- spółgłoska przedniojęzykowo-dziąsłowa dźwięczna [z]
- spółgłoska przedniojęzykowo-dziąsłowa bezdźwięczna [s]
- spółgłoska ejektywna przedniojęzykowo-dziąsłowa [sʼ]
- spółgłoska przedniojęzykowa z retrofeksją dźwięczna [ʐ]
- spółgłoska przedniojęzykowa z retrofeksją bezdźwięczna [ʂ]
- spółgłoska przedniojęzykowo-zadziąsłowa dźwięczna [ʒ]
- spółgłoska przedniojęzykowo-zadziąsłowa bezdźwięczna [ʃ]
- spółgłoska średniojęzykowo-zadziąsłowa dźwięczna [ʒ]
- spółgłoska średniojęzykowo-zadziąsłowa bezdźwięczna [ʃ]
- spółgłoska zadziąsłowo-miękkopodniebienna bezdźwięczna [ɧ]
- spółgłoska środkowojęzykowo-podniebienne dźwięczna [ʑ]
- spółgłoska środkowojęzykowo-podniebienne bezdźwięczna [ɕ]
- spółgłoska tylnojęzykowo-podniebienna dźwięczna [ʝ]
- spółgłoska tylnojęzykowo-podniebienna bezdźwięczna [ç]
- spółgłoska tylnojęzykowo-miękkopodniebienna dźwięczna [ɣ]
- spółgłoska tylnojęzykowo-miękkopodniebienna bezdźwięczna [x]
- spółgłoska języczkowa dźwięczna [ʁ]
- spółgłoska języczkowa bezdźwięczna [χ]
- spółgłoska gardłowa dźwięczna [ʕ]
- spółgłoska gardłowa bezdźwięczna [ħ]
- spółgłoska nagłośniowo-gardłowa dźwięczna [ʢ]
- spółgłoska nagłośniowo-gardłowa bezdźwięczna [ʜ]
- spółgłoska krtaniowa dźwięczna [ɦ]
- spółgłoska krtaniowa bezdźwięczna [h]

### Spółgłoski zwarto-otwarte

#### Spółgłoskinosowe
- spółgłoska dwuwargowa [m]
- spółgłoska wargowo-zębowa [ɱ]
- spółgłoska przedniojęzykowo-zębowa [n]
- spółgłoska przedniojęzykowo-dziąsłowa [n]
- spółgłoska przedniojęzykowo-szczytowa [ɳ]
- spółgłoska środkowojęzykowo-podniebienna dźwięczna
- spółgłoska tylnojęzykowo-podniebienna [ɲ]
- spółgłoska tylnojęzykowo-miękkopodniebienna [ŋ]
- spółgłoska języczkowa [ɴ]

#### Spółgłoskiboczne
- spółgłoska przedniojęzykowo-dziąsłowa [l]
- spółgłoska przedniojęzykowo-dziąsłowa welaryzowana [ɫ]
- spółgłoska przedniojęzykowa z retrofeksją [ɭ]
- spółgłoska uderzeniowa przedniojęzykowo-dziąsłowa [ɺ]
- spółgłoska boczna uderzeniowa z retrofleksją [ɺ̢]
- spółgłoska środkowojęzykowo-podniebienne
- spółgłoska tylnojęzykowo-podniebienna [ʎ]
- spółgłoska tylnojęzykowo-miękkopodniebienna [ʟ]

##### Spółgłoskiboczneszczelinowe
- spółgłoska przedniojęzykowo-dziąsłowa dźwięczna [ɮ]
- spółgłoska przedniojęzykowo-dziąsłowa bezdźwięczna [ɬ]

#### Spółgłoskidrżące
- spółgłoska dwuwargowa [ʙ]
- spółgłoska przedniojęzykowo-dziąsłowa [r]
- spółgłoska uderzeniowa przedniojęzykowo-dziąsłowa [ɾ]
- spółgłoska uderzeniowa przedniojęzykowa z retrofeksją [ɽ]
- spółgłoska języczkowa [ʀ]

##### Spółgłoskidrżąceszczelinowe
- spółgłoska przedniojęzykowo-dziąsłowa dźwięczna
- spółgłoska przedniojęzykowo-dziąsłowa bezdźwięczna

### Spółgłoski półotwarte
- spółgłoska półotwarta wargowo-zębowa [ʋ]
- spółgłoska półotwarta przedniojęzykowo-dziąsłowa [ɹ]
- spółgłoska półotwarta przedniojęzykowa z retrofeksją [ɻ]
- spółgłoska półotwarta tylnojęzykowo-podniebienna [j]
- spółgłoska półotwarta wargowo-podniebienna [ɥ]
- spółgłoska półotwarta tylnojęzykowo-miękkopodniebienna [ɰ]
- spółgłoska półotwarta wargowo-miękkopodniebienna [w]

### Mlaski
- mlask dwuwargowy [ʘ]
- mlask zębowy [ǀ]
- mlask boczny dziąsłowy [ǁ]
- mlask zadziąsłowy [ǃ]
- mlask podniebienny [ǂ]

### Spółgłoski iniektywne
- spółgłoska dwuwargowa dźwięczna [ɓ]
- spółgłoska przedniojęzykowo-dziąsłowa dźwięczna [ɗ]
- spółgłoska tylnojęzykowo-podniebienna dźwięczna [ʄ]
- spółgłoska tylnojęzykowo-miękkopodniebienna dźwięczna [ɠ]
- spółgłoska tylnojęzykowo-języczkowa dźwięczna [ʛ]

### Spółgłoski ejektywne
- spółgłoska zwarta dwuwargowa [pʼ]
- spółgłoska zwarta przedniojęzykowo-dziąsłowa [tʼ]
- spółgłoska zwarta środkowojęzykowo-podniebienna [cʼ]
- spółgłoska zwarta tylnojęzykowo-miękkopodniebienna [kʼ]
- spółgłoska zwarta tylnojęzykowo-języczkowa [qʼ]
- spółgłoska szczelinowa przedniojęzykowo-dziąsłowa [sʼ]

## Według miejsca i narządu artykulacji
- wargowe
  - dwuwargowe
  - wargowo-zębowe
- przedniojęzykowe
  - językowo-wargowe
  - międzyzębowe
  - zębowe
  - dziąsłowe
  - zadziąsłowe
  - z retrofleksją
- środkowojęzykowe
  - przedniopodniebienne
  - podniebienne
- tylnojęzykowe
  - miękkopodniebienne
  - języczkowe
- gardłowe
- nagłośniowe
- krtaniowe

### Spółgłoski wargowe

#### Spółgłoskidwuwargowe
- spółgłoska zwarta dwuwargowa bezdźwięczna [p]
- spółgłoska zwarta dwuwargowa dźwięczna [b]
- spółgłoska szczelinowa dwuwargowa bezdźwięczna [ɸ]
- spółgłoska szczelinowa dwuwargowa dźwięczna [β]
- spółgłoska nosowa dwuwargowa [m]
- spółgłoska drżąca dwuwargowa [ʙ]
- spółgłoska iniektywna dwuwargowa dźwięczna [ɓ]
- spółgłoska zwarta ejektywna dwuwargowa [pʼ]
- mlask dwuwargowy [ʘ]

#### Spółgłoskiwargowo-zębowe
- spółgłoska szczelinowa wargowo-zębowa bezdźwięczna [f]
- spółgłoska szczelinowa wargowo-zębowa dźwięczna [v]
- spółgłoska nosowa wargowo-zębowa [ɱ]
- spółgłoska półotwarta wargowo-zębowa [ʋ]

### Spółgłoski przedniojęzykowe

#### Spółgłoskizębowe
- spółgłoska zwarta zębowa bezdźwięczna [t]
- spółgłoska zwarta zębowa dźwięczna [d]
- spółgłoska zwarto-szczelinowa zębowa bezdźwięczna [t͡s] lub [ʦ]
- spółgłoska zwarto-szczelinowa zębowa dźwięczna [d͡z] lub [ʣ]
- spółgłoska szczelinowa zębowa bezdźwięczna [s]
- spółgłoska szczelinowa zębowa dźwięczna [z]
- spółgłoska szczelinowa międzyzębowa bezdźwięczna [θ]
- spółgłoska szczelinowa międzyzębowa dźwięczna [ð]
- spółgłoska nosowa zębowa [n]
- mlask zębowy [ǀ]

#### Spółgłoskidziąsłowe
- spółgłoska zwarta dziąsłowa bezdźwięczna [t]
- spółgłoska zwarta dziąsłowa dźwięczna [d]
- spółgłoska szczelinowa dziąsłowa bezdźwięczna [s]
- spółgłoska szczelinowa dziąsłowa dźwięczna [z]
- spółgłoska nosowa dziąsłowa [n]
- spółgłoska boczna dziąsłowa [l]
- spółgłoska boczna dziąsłowa welaryzowana [ɫ]
- spółgłoska boczna szczelinowa dziąsłowa dźwięczna [ɮ]
- spółgłoska boczna szczelinowa dziąsłowa bezdźwięczna [ɬ]
- spółgłoska boczna uderzeniowa dziąsłowa [ɺ]
- spółgłoska drżąca dziąsłowa [r]
- spółgłoska drżąca uderzeniowa dziąsłowa [ɾ]
- spółgłoska półotwarta dziąsłowa [ɹ]
- spółgłoska iniektywna dziąsłowa dźwięczna [ɗ]
- spółgłoska zwarta ejektywna dziąsłowa [tʼ]
- spółgłoska szczelinowa ejektywna dziąsłowa [sʼ]
- mlask boczny dziąsłowy [ǁ]

#### Spółgłoskizadziąsłowe
- spółgłoska zwarto-szczelinowa zadziąsłowa bezdźwięczna [ʧ]
- spółgłoska zwarto-szczelinowa zadziąsłowa dźwięczna [ʤ]
- spółgłoska szczelinowa zadziąsłowa bezdźwięczna [ʃ]
- spółgłoska szczelinowa zadziąsłowa dźwięczna [ʒ]
- mlask zadziąsłowy [ǃ]

#### Spółgłoskiz retrofleksją
- spółgłoska zwarta z retrofleksją bezdźwięczna [ʈ]
- spółgłoska zwarta z retrofleksją dźwięczna [ɖ]
- spółgłoska szczelinowa z retrofleksją bezdźwięczna [ʂ]
- spółgłoska szczelinowa z retrofleksją dźwięczna [ʐ]
- spółgłoska nosowa z retrofleksją [ɳ]
- spółgłoska boczna z retrofleksją [ɭ]
- spółgłoska drżąca uderzeniowa z retrofleksją [ɽ]
- spółgłoska boczna uderzeniowa z retrofleksją [ɺ̢]
- spółgłoska półotwarta z retrofleksją [ɻ]

### Spółgłoski środkowojęzykowe

#### Spółgłoskiprzedniopodniebienne
- spółgłoska zwarta środkowojęzykowo-podniebienna dźwięczna
- spółgłoska zwarta środkowojęzykowo-podniebienna bezdźwięczna
- spółgłoska zwarto-szczelinowa środkowojęzykowo-podniebienna bezdźwięczna [ʨ]
- spółgłoska zwarto-szczelinowa środkowojęzykowo-podniebienna dźwięczna [ʥ]
- spółgłoska szczelinowa środkowojęzykowo-podniebienna bezdźwięczna [ɕ]
- spółgłoska szczelinowa środkowojęzykowo-podniebienna dźwięczna [ʑ]
- spółgłoska nosowa środkowojęzykowo-podniebienna
- spółgłoska boczna środkowojęzykowo-podniebienna

#### Spółgłoskipodniebienne
- spółgłoska zwarta podniebienna bezdźwięczna [c]
- spółgłoska zwarta podniebienna dźwięczna [ɟ]
- spółgłoska szczelinowa podniebienna bezdźwięczna [ç]
- spółgłoska szczelinowa podniebienna dźwięczna [ʝ]
- spółgłoska nosowa podniebienna [ɲ]
- spółgłoska półotwarta podniebienna [j]
- spółgłoska zwarta ejektywna podniebienna [cʼ]
- spółgłoska iniektywna podniebienna dźwięczna [ʄ]
- mlask podniebienny [ǂ]

### Spółgłoski tylnojęzykowe

#### Spółgłoskiwargowo-podniebienna
- spółgłoska półotwarta wargowo-podniebienna [ɥ]

#### Spółgłoskimiękkopodniebienne
- spółgłoska zwarta miękkopodniebienna bezdźwięczna [k]
- spółgłoska zwarta miękkopodniebienna dźwięczna [ɡ]
- spółgłoska szczelinowa miękkopodniebienna dźwięczna [ɣ]
- spółgłoska szczelinowa miękkopodniebienna bezdźwięczna [x]
- spółgłoska boczna miękkopodniebienna [ʟ]
- spółgłoska nosowa miękkopodniebienna [ŋ]
- spółgłoska półotwarta miękkopodniebienna [ɰ]
- spółgłoska iniektywna miękkopodniebienna dźwięczna [ɠ]
- spółgłoska zwarta ejektywna miękkopodniebienna [kʼ]

##### Spółgłoskiwargowo-miękkopodniebienna
- spółgłoska szczelinowa wargowo-miękkopodniebienna bezdźwięczna [ʍ]
- spółgłoska półotwarta wargowo-miękkopodniebienna [w]

##### Spółgłoskizadziąsłowo-miękkopodniebienne
- spółgłoska szczelinowa zadziąsłowo-miękkopodniebienna bezdźwięczna [ɧ]

#### Spółgłoskijęzyczkowe
- spółgłoska zwarta języczkowa bezdźwięczna [q]
- spółgłoska zwarta języczkowa dźwięczna [ɢ]
- spółgłoska szczelinowa języczkowa bezdźwięczna [χ]
- spółgłoska szczelinowa języczkowa dźwięczna [ʁ]
- spółgłoska zwarta ejektywna języczkowa [qʼ]
- spółgłoska nosowa języczkowa [ɴ]
- spółgłoska drżąca języczkowa [ʀ]
- spółgłoska iniektywna języczkowa dźwięczna [ʛ]

### Spółgłoski gardłowe
- spółgłoska szczelinowa gardłowa bezdźwięczna [ħ]
- spółgłoska szczelinowa gardłowa dźwięczna [ʕ]

### Spółgłoski nagłośniowe
- spółgłoska zwarta nagłośniowa dźwięczna [ʡ]
- spółgłoska szczelinowa nagłośniowa bezdźwięczna [ʜ]
- spółgłoska szczelinowa nagłośniowa dźwięczna [ʢ]

### Spółgłoski krtaniowe
- spółgłoska zwarta krtaniowa bezdźwięczna [ʔ]
- spółgłoska szczelinowa krtaniowa bezdźwięczna [h]
- spółgłoska szczelinowa krtaniowa dźwięczna [ɦ]

zob. też Szablon:Spółgłoski